# Harlechi vár
A harlechi vár Észak-Wales egyik műemléke, kettős falú vár, mely egy tengerhez közeli dombon helyezkedik el. Különlegessége a masszív kapubejárat.
Az építést 1283-ban kezdték, I. Eduárd angol király második walesi hadjáratának részeként. Az erődítmény része volt a várakból álló úgynevezett vasgyűrűnek, amely Snowdonia partjai mentén húzódott. A tartomány több más várához hasonlóan, ezt is James of St. George tervezte. Az építés hét évig tartott.
A várfalakat koncentrikus körök alakjában építették. A környező dombok miatt a vár támadása csak keletről lett volna lehetséges, ott volt viszont az erődített kapu.
A másik szokatlan sajátossága a várnak a „tengerhez vezető út”. Ez egy megerősített lépcsősor a vártól a domb lábához, amit az építés idején még a tenger áztatott. Mára a tenger kb. 1 kilométernyit húzódott vissza, így az eredeti elgondolás már nem érvényesül.
Eduárd seregei gyakran voltak veszélyben a szárazföldön, de a vízen teljes fölényt élvezett. Sok várának volt zsilipkikötője, amely lehetővé tette a vízi úton történő utánpótlást; ezek között a harlechi a legkidolgozottabb. 
James of St. George terve a győzelmet jelentette: amikor Madoc ap Llywelyn 1294–1295-ös hadjáratában a várat ostromolták, ezt a lépcsőt használták a kastély ellátásához.
1404-ben a kastélyt Owain Glyndŵr foglalta el és székhelyévé tette. Négy évvel később, egy újabb hosszas ostrom után Henrik herceg (a későbbi V. Henrik angol király) visszafoglalta a várat.
A rózsák háborújában Harlech a Lancaster-párti Sir Richard Tunstall birtokában volt IV. Eduárd angol király idején. Ez volt az utolsó Lancaster-erődítmény, amely megadta magát; ez 1468-ban történt, hét évi ostrom után. 
A várat ma a CADW (walesi kormányzati műemlékvédelmi ügynökség) gondozza. 1986 óta a vár három másik várral együtt a Világörökség része I. Eduárd király várai és városfalai Gwynedd grófságban gyűjtőnéven.

## Képek

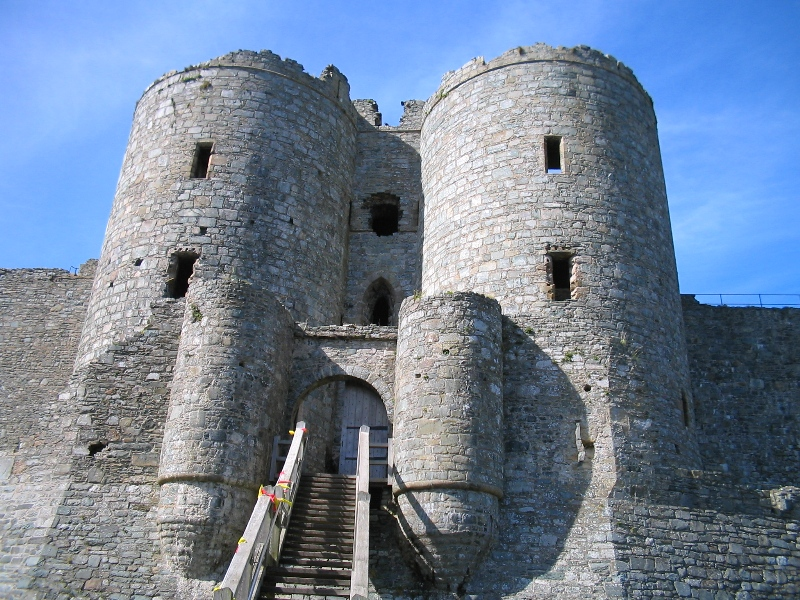
A harlechi vár főbejárata
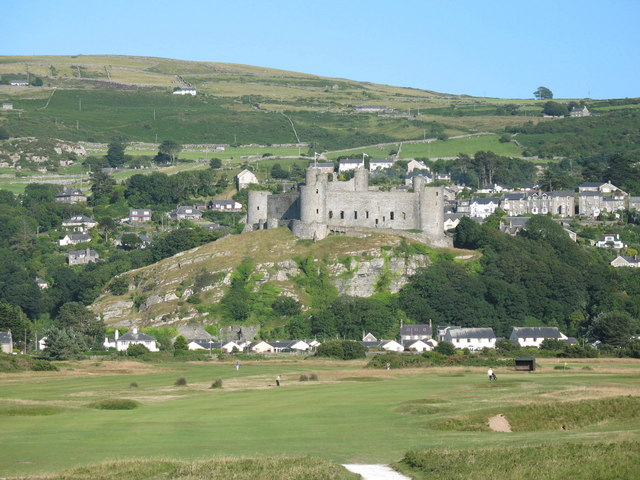
A vár messzebbről
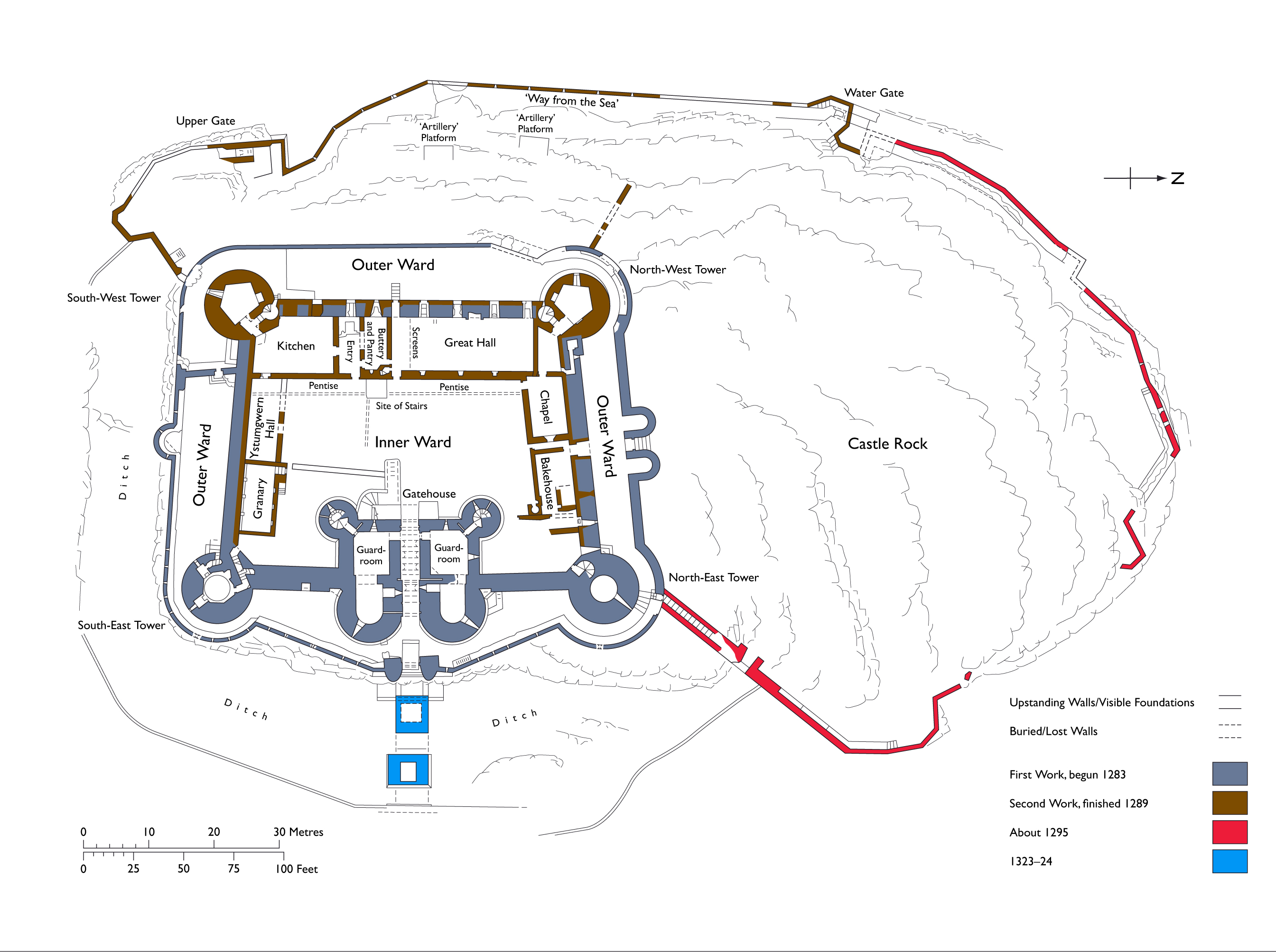
Alaprajz

## A vár a zenében és az irodalomban
- A harlechi várról, illetve annak 1461-1468 közötti, hét éven át tartó ostromáról szól a "Men of Harlech" ("The March of the Men of Harlech", walesi nyelvű címén "Rhyfelgyrch Gwŷr Harlech") című, közismert walesi dal és egyben katonai induló. A dal keletkezésének története a múltba vész, zenéjét – szöveg nélkül, de azonos címmel – már 1794-ből feljegyezték, a zene és a szöveg együttes előfordulása a legkorábbról 1830-ból ismeretes. A dal közismertségéhez hozzájárult, hogy 1964-ben szerepelt a Zulu című mozifilmben, és felhangzik a szám Charlotte Church walesi származású énekesnő egyik albumán is.

## Külső hivatkozások
- A vár a CADW honlapon
- Harlech információ
- Az UNESCO oldala